# Coming-of-age (género)
El término coming-of-age (puede traducirse como iniciación, maduración, crecimiento, desarrollo) se refiere a un género literario y cinematográfico que se centra en el crecimiento psicológico y moral del protagonista, a menudo desde la juventud hasta la madurez. El proceso de maduración personal y los cambios evolutivos, característicos de este género, suelen estructurarse sobre la base de los diálogos y las respuestas emocionales, en lugar de la acción. En muchos casos, el protagonista es un hombre o mujer joven y la historia puede estar contada mediante flashbacks. El argumento de este género de películas puede tratar asuntos como la identidad sexual, filosofía de vida o las ideologías y creencias.
El bildungsroman o novela de aprendizaje es un subgénero específico del coming-of-age, presente en la literatura y centrado en el desarrollo psicológico y moral del protagonista.

## En la literatura
- La Telemaquia en la Odisea de Homero (siglo VIII a. C.)[3]
- El filósofo autodidacta, de Ibn Tufail (siglo XII)[4]
- Tom Jones, de Henry Fielding (1749)[5]
- Vida y opiniones del caballero Tristram Shandy, de Laurence Sterne (1759)[5]
- Cándido, de Voltaire (1759)
- Retrato del artista adolescente, de James Joyce (1916)[6]
- Demian, de Hermann Hesse (1919)[7]
- Sin novedad en el frente, de Erich Maria Remarque (1929)
- A Tree Grows in Brooklyn, de Betty Smith (1943)[8]
- The Catcher in the Rye, de J. D. Salinger (1951)[9]
- Grandes esperanzas, de Charles Dickens (1860)[10]
- Matar un ruiseñor, de Harper Lee (1960)
- La campana de cristal, de Sylvia Plath (1964)[11]
- Las vírgenes suicidas, de Jeffrey Eugenides (1993)[12]
- El rumor del oleaje, de Yukio Mishima (1954)[13]

## En el cine
- Trenes rigurosamente vigilados (1966) de Jiří Menzel[14]
- Vision Quest (1985) de Harold Becker[15]
- Palabras suaves (1986) de Joyce Chopra[16]
- Cuenta conmigo (1986) de Rob Reiner[17]
- Flirting (1991) de John Duigan[18]
- Swingers (1996) de Doug Liman[19]
- SLC Punk! (1998) de James Merendino[20]
- Ghost World (2001) de Terry Zwigoff[21]
- Wedding Crashers (2005) de David Dobkin[22]
- Superbad (2007) de Greg Mottola[23]
- Persépolis (2007) de Marjane Satrapi y Vincent Paronnaud[24]
- Los paranoicos (2008) de Gabriel Medina[25]
- (500) Days of Summer (2009) de Marc Webb[26]
- Submarine (2010) de Richard Ayoade[27]
- Boyhood (2014) de Richard Linklater[28]
- Lady Bird (2017) de Greta Gerwig[29]
- North Hollywood (2021) de Mikey Alfred[30]
- Falcon Lake (2022) de Charlotte Le Bon[31]
- Il filo invisibile (2022) de Marco Simon Puccioni[32]
- Música (2024) de Rudy Mancuso[33]